# Guerra dels Arxius de Texas
La Guerra dels Arxius de Texas (Texas Archive War en anglès) va ser una disputa del 1842 per un intent de trasllat dels arxius nacionals de la República de Texas situats a Austin i dur-los a Houston i, més àmpliament, dels esforços del llavors president Sam Houston per convertir Houston en la capital de Texas.
La República de Texas es va formar el 1836. A mesura que la Revolució de Texas va continuar, els papers que documentaven el funcionament del govern interí van acompanyar els oficials del govern quan van evacuar a diverses poblacions a mesura que l'Exèrcit mexicà avançava. Després que la guerra acabés a l'abril, Columbia es convertí en la capital de la nació i s'hi trobaven els arxius. El centre de govern i els arxius es van traslladar a Houston.

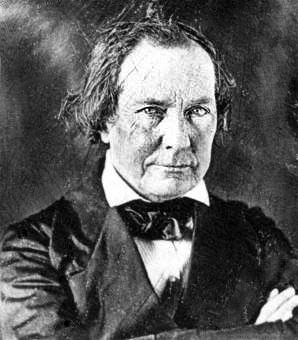
El president Mirabeau B. Lamar va traslladar els arxius a Austin

El 1839, Mirabeau B. Lamar es va convertir en president de Texas. Sota la seva influència, el Congrés de Texas va autoritzar la creació d'una ciutat planificada perquè servís de seu del govern. La nova ciutat, Austin, es trobava a la vora de la frontera, a prop de diverses tribus natives hostils, sense cap manera fàcil d'aconseguir subministraments. Els defensors del moviment van predir que quan s'establís la resta de la nació, Austin seria el nucli de població.
L'oposició, dirigida per l'expresident Sam Houston, va voler que el govern romangués a prop del nucli de població actual, al llarg de la Costa del Golf. Els arxius de la nació es van traslladar a Austin entre el 26 d'agost i el 14 d'octubre de 1839. Es van utilitzar cinquanta vagons. Lamar i el seu gabinet van arribar el 17 d'octubre. Durant els següents anys, Comanxes varen dur a terme diverses incursions a prop d'Austin. Els ciutadans de la zona de Houston i del consell editorial de Houston Morning Star van utilitzar-ho com a prova per confirmar el seu argument que la capital i els arxius haurien de ser retornats a Houston.
Sam Houston va ser elegit president de nou el setembre de 1841. El seu marge de victòria era tan gran que va assumir un mandat per aplicar les seves prioritats, incloent-hi el trasllat de la capital. El Congrés va continuar rebutjant les propostes per traslladar els arxius.

## Preludi

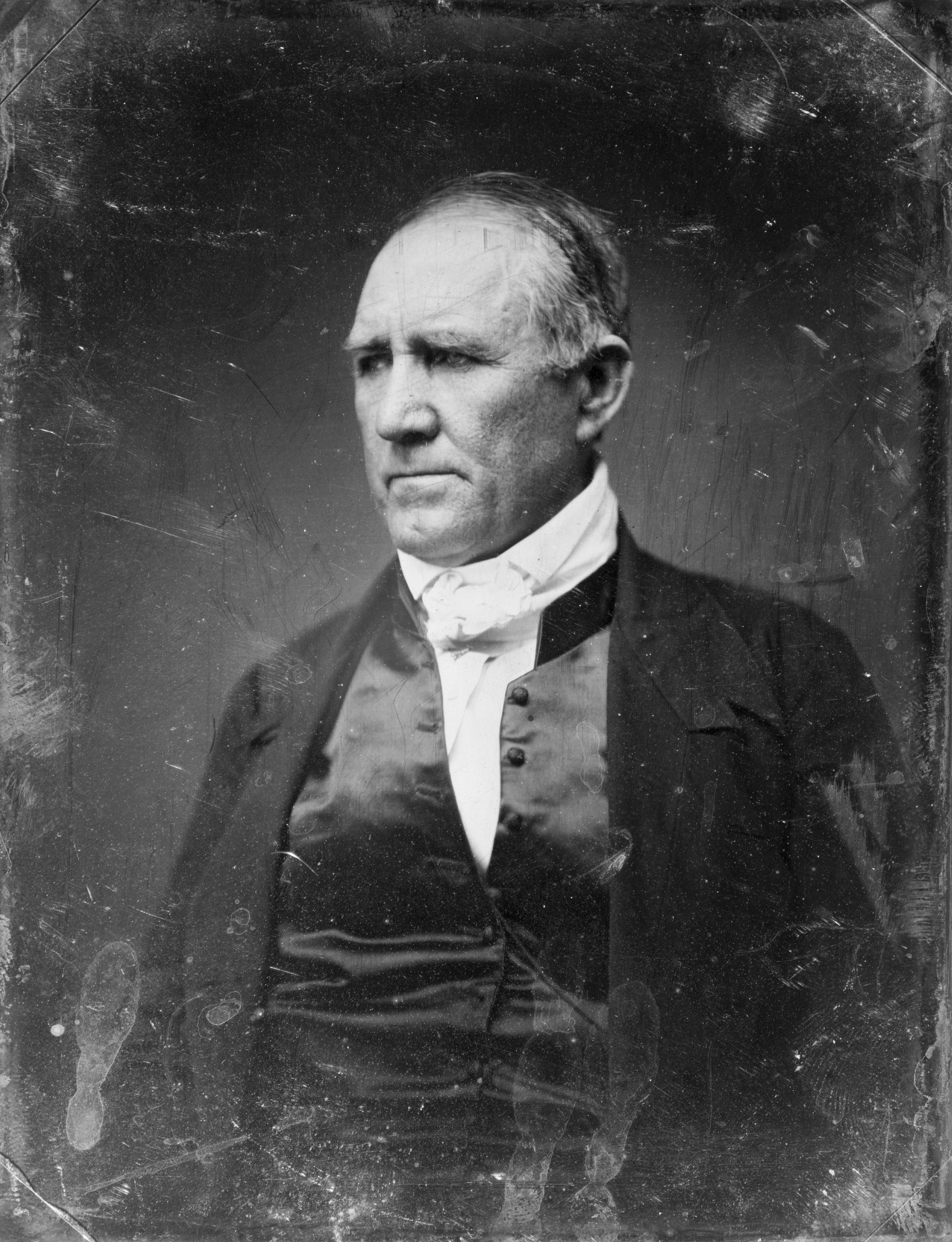
El president Sam Houston va donar suport al trasllat dels arxius

El congrés es va ajornar el febrer de 1842. Al mes següent, les tropes mexicanes sota el general Rafael Vásquez van envair Texas. El 5 de març, més de 1.000 soldats mexicans eren acampats a San Antonio. Diversos dies després, un comitè de vigilància a Austin va recomanar la llei marcial i va ordenar als residents que evacuessin. Es va mantenir un nombre reduït de persones. I el president Houston va tornar a la ciutat que portava el seu nom.
Vásquez es va retirar al cap de pocs dies. És possible que Sam Houston no ho sabés; i el 10 de març, va ordenar a George Washington Hockley, secretari de guerra, que traslladés els arxius a Houston. Com a justificació, va citar part de la Constitució de la República de Texas, que va declarar que "El president i els caps de departament mantindran les seves oficines a la seu del govern, tret que sigui autoritzat pel Congrés, o tret que, en cas d'emergència a temps de guerra, l'interès públic pot requerir la seva retirada".
El coronel Henry Jones, comandant militar a Austin, va convocar un grup de ciutadans per discutir l'ordre de Houston. El sentiment públic era que Austin estava fora de perill i que la sortida de Houston havia creat una manca de confiança en la ciutat, cosa que va suposar una devaluació de la propietat immobiliària. El 16 de març, la comissió de vigilància va resoldre que la retirada dels arxius era contra la llei. Van formar una patrulla a Bastrop per cercar tots els vagons i agafar qualsevol registre governamental trobat. El secretari privat de Sam Houston, W.D. Miller, va escriure que els residents a Austin "preferirien agafar els seus rifles per evitar que es traguessin [els arxius] que per combatre els mexicans". Per resoldre el tema, el president va convocar una sessió especial del Congrés, que es va convocar a Houston el 27 de juny de 1842. El Congrés no va emprendre cap acció per traslladar la capital.

## Conflicte
El setembre de 1842, el general Arián Woll va dirigir una altra expedició mexicana a Texas i va capturar temporalment San Antonio. Houston va convocar el Setè Congrés de Texas a Washington-on-the-Brazos. En les seves declaracions introductòries, Houston va exigir que el Congrés donés suport a moure els arxius, per les protestes dels ciutadans "sediciosos" d'Austin, afirmant que "quant a la pertinència i la necessitat de l'acte no hi podria haver cap dubte raonable". El 9 de desembre, el senador Greer va proposar "Un projecte de llei per a la seguretat dels arxius nacionals". La votació per suspendre la reglamentació per permetre que el projecte de llei passés ràpidament va donar lloc a un empat; El president del senat, Edward Burleson, a qui no li agradava Sam Houston, va emetre el vot decisiu en contra del projecte de llei. Sense determinar, el 10 de desembre, Greer va presentar un altre projecte de llei per traslladar l'Oficina General del Territori. Va deixar en blanc el nom de la ciutat a la qual s'havia de traslladar l'oficina, donant lloc a setmanes de debat sobre quina ciutat s'havia d'honorar.
El 10 de desembre, Houston va encarregar al coronel Thomas I. Smith i el capità Eli Chandler el trasllat dels arxius de la nació a Washington-on-the-Brazos. Houston va escriure: "La importància d'eliminar els arxius públics i els dipòsits governamentals de la seva perillosa situació actual a la ciutat d'Austin a un lloc de seguretat, cada cop és més imperatiu. Mentre romanen on es troben, ningú no sap l'hora en què poden ser destruïts completament". I per tant, es va animar als homes a aixecar una petita tropa amb la premissa de realitzar una excursió contra les tribus natives, després assegurar els arxius i transportar-los ràpidament.
Smith va conduir més de 20 homes i 3 vagons a Austin el matí del 30 de desembre de 1842. Els homes gairebé acabaven de carregar els vagons amb papers quan van ser alertats per Angelina Eberly, la propietària d'una pensió propera. Eberly va córrer cap a Congress Avenue, on es trobava un canó obús de sis lliures. Va girar el canó cap a l'Oficina General de Terres i el va disparar. Tot i que algun tret va xocar a l'Oficina General del Territori, no hi va haver danys reals i ningú va resultar ferit.
Smith i els seus homes van marxar ràpidament, i es van dirigir al nord-est per evitar els homes patrullaven per la carretera que passava per Bastrop. Estaven acompanyats de dos oficinistes de l'Oficina General del Territori, que van tenir l'encàrrec de garantir que els registres de l'Oficina General del Territori no fossin perjudicats ni modificats. El seu progrés va ser lent; la baixada feia carreteres gairebé intransitables per als bous en moviment lent. El grup va aconseguir recórrer 18 milles (29 km) abans de passar la nit al fort de Kinney al llarg de Brushy Creek.
A Walnut Creek (nord d'Austin) alguns dels agents de Houston van ser sorpresos per ciutadans enfadats que van recuperar alguns dels documents robats i els van retornar a Austin.
A Austin, el capità Mark Lewis va reunir un grup d'homes per recuperar els arxius. Alguns dels perseguidors no tenien cavalls, i alguns tenien poc o cap armament. Els homes de Lewis van arribar a l'acampada de Smith a mitjanit. No van ser detectats, ja que Smith havia deixat de banda els guàrdies postals. El matí del 31 de desembre, els registres van ser retornats a Austin. No se sap si els homes de Smith els van retornar o si el grup d'Austin va custodiar els registres i els va transportar.

## Conseqüències
La Cambra de Representants de Texas va formar un comitè per investigar l'intent de transferència dels arxius. El comitè va advertir el president Houston de les seves accions en intentar traslladar la capital d'Austin sense l'aprovació del Congrés. Una comissió del Senat va informar que no estaven d'acord que Austin havia de ser la capital, però sense una amenaça immediata per a la ciutat, Houston no tenia cap motiu legal per moure els registres. El 1843, el Senat va votar que es traslladessin els arxius si no hi hagués pau amb Mèxic. La votació va tornar a empatar, però aquesta vegada Burleson va votar a favor del projecte de llei. La Casa de Texas la va rebutjar.
El Senat també va emetre una resolució encoratjant a Houston a traslladar les agències governamentals a Austin. No obstant això, la legislatura i les oficines governamentals van continuar funcionant des de Washington-on-the-Brazos. L'expresident Lamar va rebre una carta el març de 1843 que deia que la ciutat d'Austin estava gairebé deserta; la majoria de negocis estaven tancats, però els arxius encara eren presents.
El 4 de juliol de 1845, es va reunir a Austin una convenció per considerar l'annexió de Texas als Estats Units. Aleshores, els registres governamentals creats a Washington-on-the-Brazos van ser transferits a Austin, creant un únic arxiu.
Una estàtua de bronze d'Angelina Eberly es va col·locar a l'Avinguda del Congrés al centre d'Austin l'estiu del 2004.